# 星川奈々 (グラビアアイドル)
星川 奈々（ほしかわ なな、1987年3月21日 - ）は、日本のグラビアアイドル。アクアプロモーション（旧・ロータススタイル）所属。

## 来歴
- 2009年3月、ロータススタイル（現・アクアプロモーション）に入る[1]。
- 同年8月21日発売の「激写X 星川奈々」でグラビアデビューを果たす。8月29日には秋葉原で自身初の撮影会を開催する[2]。

## 人物
- ブログでの自称は「奈々」[2]。
- 好きな食べ物は焼肉[2]。

## リリース作品

### DVD
- 激写X 星川奈々〜肢体に惚れて（2009年8月21日、日本メディアサプライ）
- Pretty Pop 星川奈々（2009年10月15日、グラッツコーポレーション）